# Bolesław Rakowski

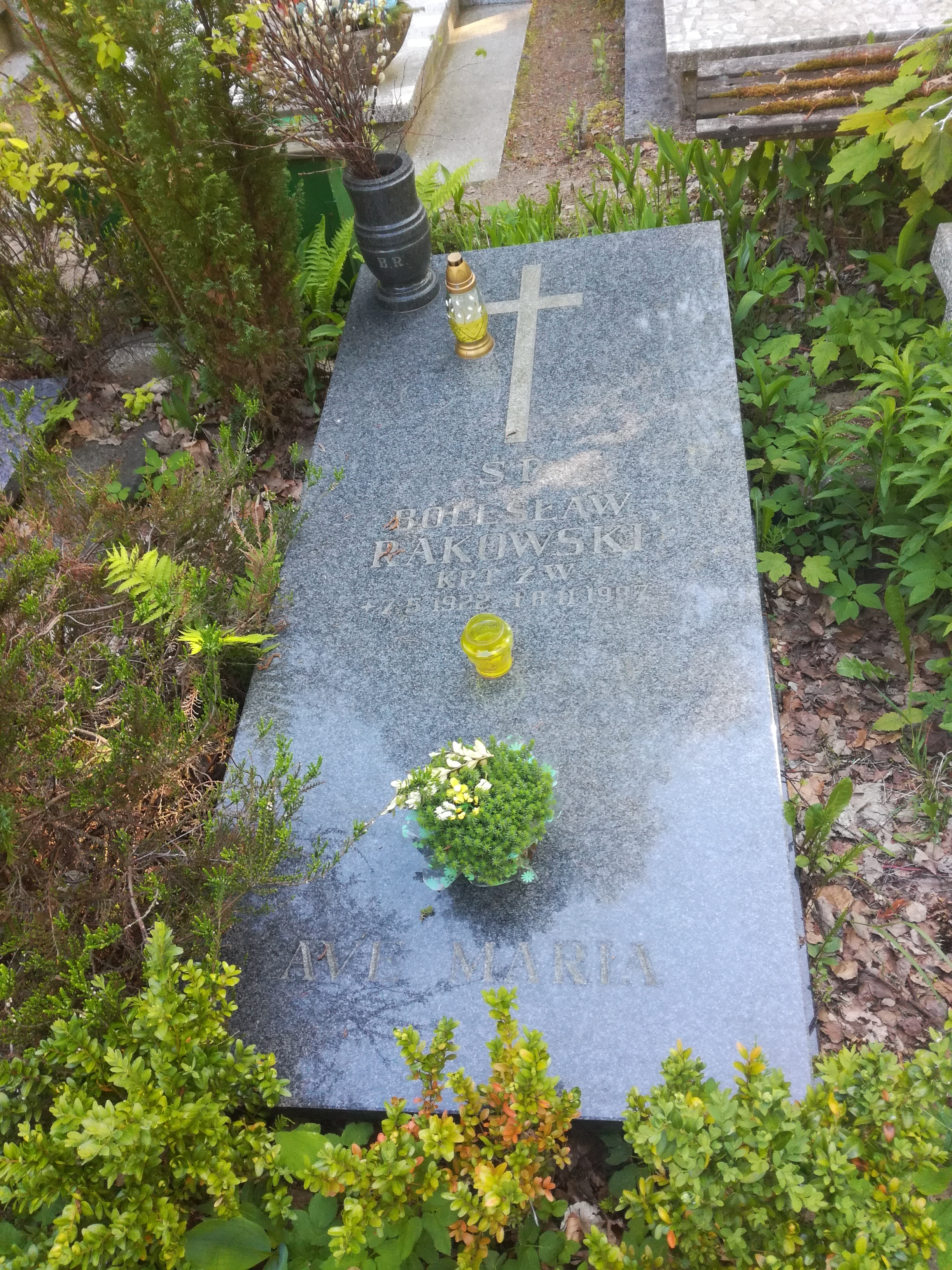
Grób Bolesława Rakowskiego na cmentarzu Witomińskim

Bolesław Rakowski (ur. 7 maja 1922 w Wilnie, zm. 8 listopada 1997 w Gdyni) – polski kapitan żeglugi wielkiej, poseł na Sejm PRL VI kadencji.

## Życiorys
Uzyskał wykształcenie średnie. Ukończywszy Państwową Szkołę Morską w Gdyni, od 1949 do 1951 był nawigatorem holowników w Zarządzie Portu Gdańsk, skąd przeniesiono go do przedsiębiorstwa Polskie Linie Oceaniczne. W 1951 otrzymał awans na stopień kapitana, po czym został kapitanem żeglugi wielkiej.
W 1947 został członkiem Polskiej Partii Robotniczej, z którą w 1948 przystąpił do Polskiej Zjednoczonej Partii Robotniczej. Pełnił funkcje II i I sekretarza podstawowej organizacji partyjnej. W 1972 uzyskał mandat posła na Sejm PRL w okręgu Gdynia. Zasiadał w Komisji Gospodarki Morskiej i Żeglugi oraz w Komisji Handlu Zagranicznego. Pochowany na cmentarzu Witomińskim w Gdyni (kwatera 61-20-3).

## Odznaczenia
- Odznaka honorowa „Zasłużony Pracownik Morza”